# 1893년 공황
| 년도 | Lebergott | Romer |
| ---- | --------- | ----- |
| 1890 | 4.0       | 4.0   |
| 1891 | 5.4       | 4.8   |
| 1892 | 3.0       | 3.7   |
| 1893 | 11.7      | 8.1   |
| 1894 | 18.4      | 12.3  |
| 1895 | 13.7      | 11.1  |
| 1896 | 14.5      | 12.0  |
| 1897 | 14.5      | 12.4  |
| 1898 | 12.4      | 11.6  |
| 1899 | 6.5       | 8.7   |
| 1900 | 5.0       | 5.0   |

1893년 공황(Panic of 1893)은 1893년에 미국에서 시작된 심각한 경제 불황이다. ‘1873년 위기’와 유사한 철도의 과도한 건설과 불안정한 재정이 특징이며, 은행의 연쇄 파산이 이어졌다. 시장 과열과 철도 버블이 결합되어 돈을 공급하는데 문제가 발생했다. 이 위기는 당시까지 미국이 경험한 최악의 경제 불황이 되었다.

## 원인
1893년 공황의 원인 중 하나를 추적하면 아르헨티나에서 끝날 수 있다. 아르헨티나는 기관 은행 베어링 브라더스에 의해 투자가 장려되고 있었다. 그러나 밀 흉작과 부에노스 아이레스에서의 쿠데타에 의해 그 이상의 투자가 끊어졌다. 투자자가 투자분을 현금화하기 시작했기 때문에 그 충격으로 미국은 금을 확보하기 시작했다. 이것은 미국이 경제 성장과 확장을 경험했던 "도금 시대"에 일어났다. 이 확장은 철도에 대한 투기에 의해 추진되기 시작했다. 철도는 과도하게 건설되고 있었으며, 수입보다 높은 지출을 부담하도록 되어 있었다. 또한 새로운 광산이 개발되어 시장에는 은이 과도하게 공급되어 그 가격이 하락했다. 또한 특히 밀과 면화를 재배하는 지역의 농부들은 농업 생산물의 가격 하락으로 고통 받고 있었다.
문제의 초창기에 뚜렷한 징후는 1893년 2월 23일에 나타났다. 이때가 그로버 클리블랜드 대통령이 제2기 취임 10일 전이었고, 과도하게 확장을 계속하고 있었던 필라델피아의 레딩 철도(Reading Railroad)가 파산을 했다. 클리블랜드는 대통령이 된 순간에 금융 위기에 직면해야 했고, 의회에 경제 위기의 주된 원인으로 생각했던 〈셔먼 은 매입법〉(Sherman Silver Purchase Act)을 철폐하도록 설득하는 데 성공했다.
경제 상황이 악화될 것이라는 우려가 있었기 때문에 사람들은 은행으로 쇄도해 현금을 인출하는 은행 뱅크런을 유발했다. 신용 위기가 경제를 동요시켰다. 영국의 금융 위기와 유럽의 교역량 감소로 인해 해외 투자자들이 미국 주식을 팔아 금의 뒷받침이 있는 미국의 자금을 얻으려고 했다.

## 같이 보기
- 장기불황
- 1896년 공황